# Alfred-Damm-Heim
Das Alfred-Damm-Heim ist ein denkmalgeschütztes Gebäude im Freitaler Stadtteil Wurgwitz im Landkreis Sächsische Schweiz-Osterzgebirge.

## Geschichte

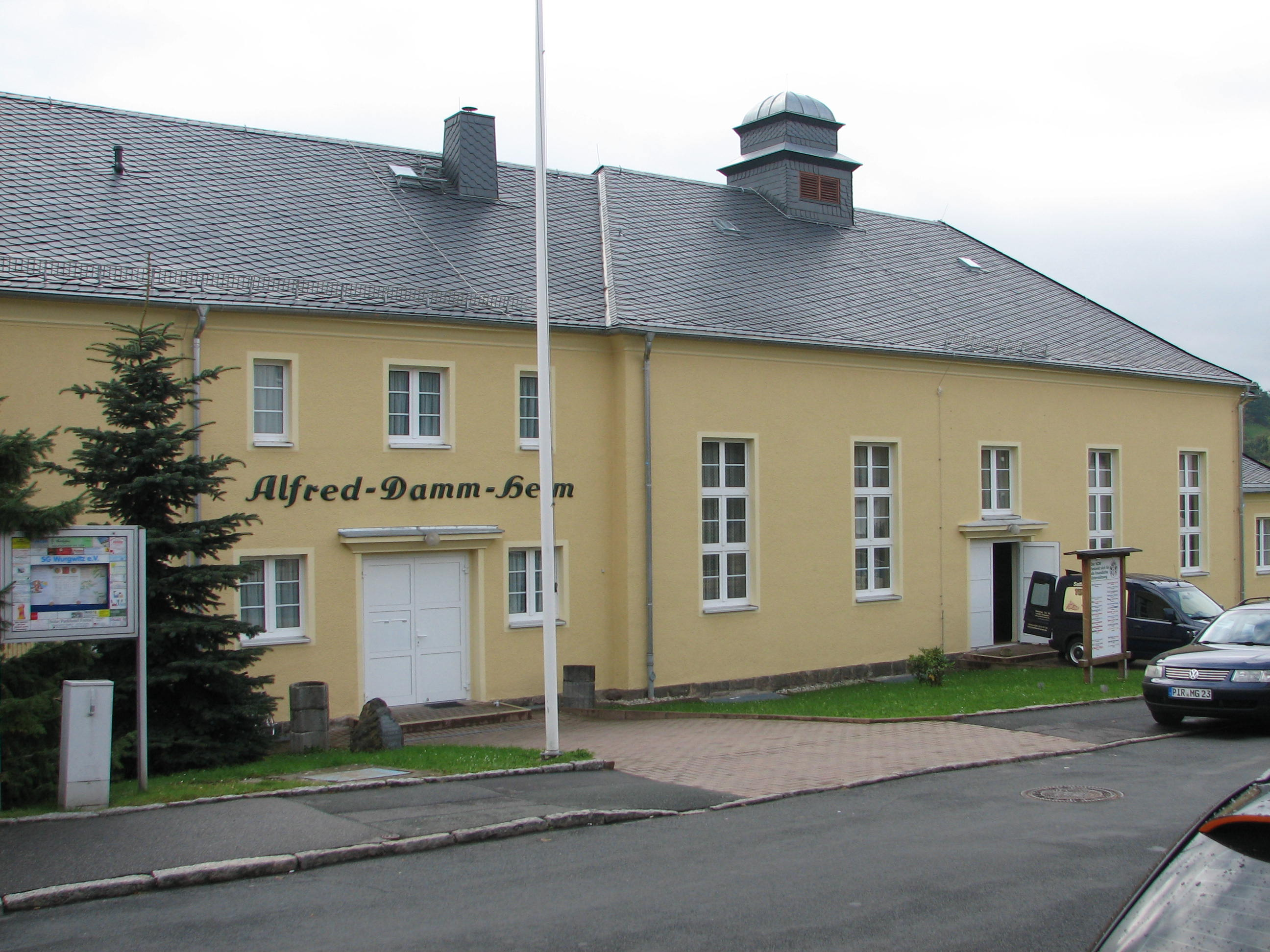
Eingangsbereich und westlicher Gebäudeteil

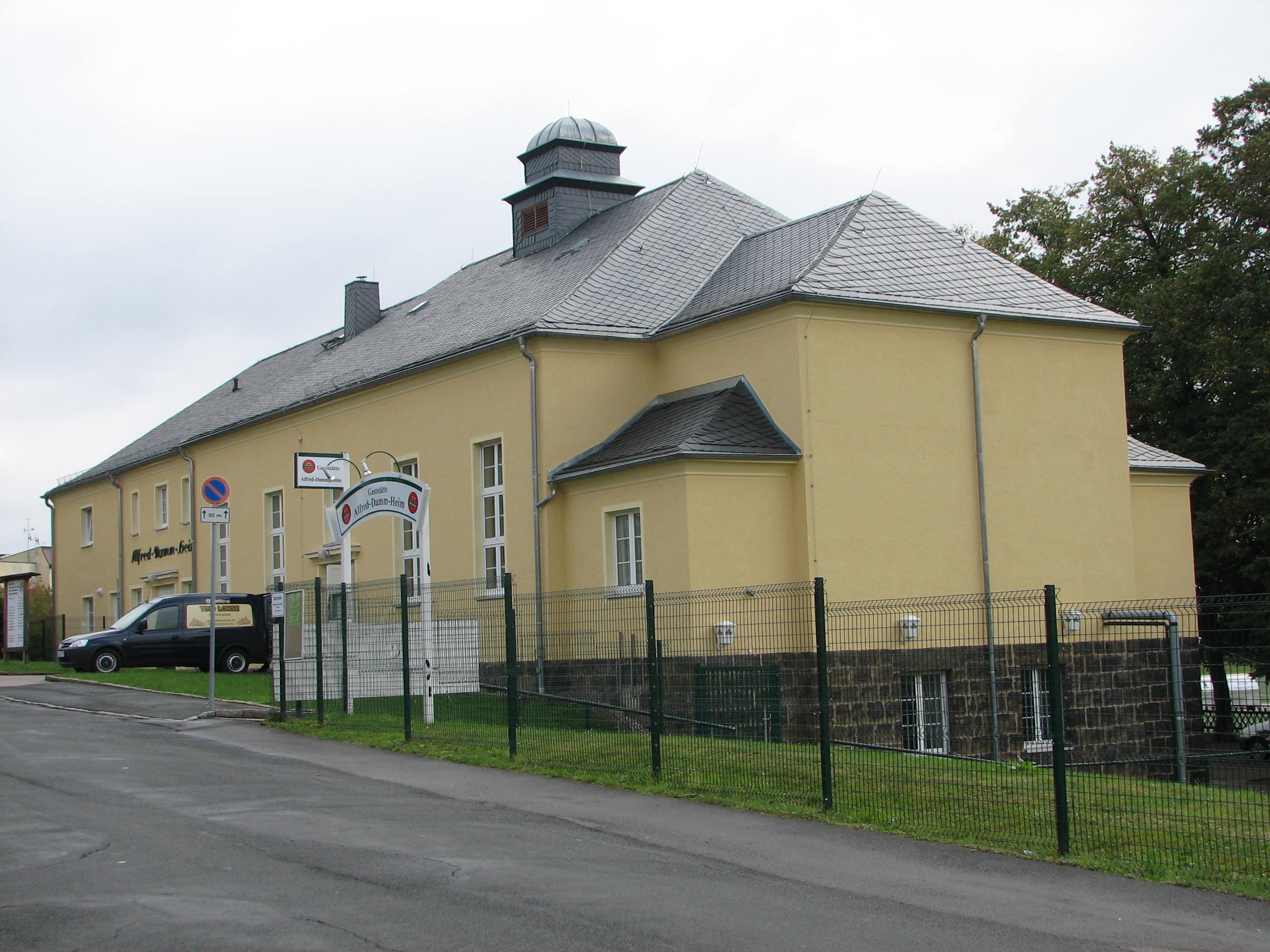
Gesamtansicht

Bereits 1926 wurde nahe dem späteren Bauplatz der Sportplatz für die „Vereinigten Turner und Sänger Wurgwitz“ eingeweiht. Wenig später strebten die Vereinsmitglieder, darunter auch Alfred Damm, der spätere Namensgeber der Halle, den Bau einer eigenen Turn- und Veranstaltungshalle an. Der Bauantrag wurde am 28. Februar 1928 gestellt. Mit einer Festwoche feierte der Verein ab dem 1. Juli 1930 die Einweihung der „Turnhalle Wurgwitz“ an der Pesterwitzer Straße. Der Bau wurde teils mit dem Kauf von Anteilsscheinen durch die Vereinsmitglieder realisiert. Durch dieses Verfahren kamen 37.000 Reichsmark zusammen. Von der Gemeinde Wurgwitz wurden 12.000 Mark und durch die Schulgemeinde 1.500 Mark beigesteuert. Damit konnte auch der Schulsport der Neuen Schule im Haus durchgeführt werden.
Im westlichen Teil des Gebäudes ist der große Saal mit Bühne untergebracht. Im Ostteil befanden sich Garderobe, Bäder und Toiletten sowie die Heizungsräume. Des Weiteren wurde eine Gaststätte untergebracht. Im ersten Obergeschoss befand sich die Wohnung für den Hausmeister.
Nach der Machtübernahme der Nationalsozialisten wurde den Vereinsmitgliedern der Zutritt zu den Anlagen verwehrt. 1935 wurde das Vereinseigentum vollständig enteignet. Nach dem Zweiten Weltkrieg gründete sich die „Kultur- und Sportgemeinschaft Wurgwitz“, die die Nutzung der Halle wieder übernahm. Sie bekam 1953 den offiziellen Namen „Alfred-Damm-Heim“. Seitdem fanden regelmäßig Sport- und Kulturveranstaltungen in dem Gebäude statt. Ein jährlicher Höhepunkt waren die Veranstaltungen des Karnevalvereins. Nach der Wende kaufte der „Kultur- und Sportbund Wurgwitz“ das Haus von der Stadt Freital. Eine Sanierung des technisch veralteten Gebäudes fand aber vorerst nicht statt. Im Jahr 2009 begann die Sanierung des Alfred-Damm-Heims. Sie beinhaltete unter anderem einen Anbau für die Gaststätte und Sanitäranlagen.